# Lucas Pérez Martínez
Lucas Pérez Martínez (A Coruña, 10 september 1988) is een Spaans voetballer die doorgaans als spits speelt.

## Clubcarrière
Lucas speelde twee seizoenen voor Atlético Madrid C, dat hij in 2009 verliet voor Rayo Vallecano B. Hij speelde zeven competitiewedstrijden voor het eerste elftal van Rayo Vallecano. In januari 2011 maakte de vleugelspeler transfervrij de overstap naar het Oekraïense Karpaty Lviv. In 2013 werd hij enkele maanden verhuurd aan Dynamo Kiev. Later dat jaar werd Lucas verkocht aan PAOK Saloniki. Tijdens het seizoen 2014/15 werd hij verhuurd aan Deportivo La Coruña, waar hij zes doelpunten maakte in 21 competitieduels. In 2015 legde Deportivo La Coruña anderhalf miljoen euro op tafel om de vleugelspeler definitief over te nemen. Lucas zette zijn handtekening onder een vierjarig contract bij de club uit zijn geboortestad.
In 2016 ging hij naar Arsenal FC waar hij niet veel aan bod kwam. Het volgende seizoen werd hij verhuurd aan zijn vorige club. In het seizoen 2018/19 kwam hij uit voor West Ham United.
Hij verruilde West Ham United in juli 2019 voor Deportivo Alavés. Vervolgens speelde hij voor Elche CF en Cádiz CF voor hij in 2023 terugkeerde bij Deportivo La Coruña. In januari 2025 werd zijn contract ontbonden. Op 23 februari 2025 werd hij tot het einde van het seizoen vastgelegd door PSV. Nauwelijks een maand later, op 24 maart, bleek hij voorlopig uitgeschakeld te zijn door een besmetting met tuberculose. PSV won dit seizoen de Eredivisie, Pérez speelde drie wedstrijden, waarin hij niet wist te scoren. Het debuut voor PSV van Pérez was op 27 februari tegen Go Ahead Eagles in de KNVB Beker (1-2 verlies).

## Clubstatistieken
| Seizoen | Club                  | Competitie       | Competitie | Competitie | Beker | Beker | Overig | Overig | Totaal | Totaal |
| Seizoen | Club                  | Competitie       | Wed.       | Dlp.       | Wed.  | Dlp.  | Dlp.   | Dlp.   | Wed.   | Dlp.   |
| ------- | --------------------- | ---------------- | ---------- | ---------- | ----- | ----- | ------ | ------ | ------ | ------ |
| 2009/10 | Rayo Vallecano        | Segunda División | 2          | 0          | 0     | 0     | –      | –      | 2      | 0      |
| 2010/11 | Rayo Vallecano        | Segunda División | 5          | 1          | 0     | 0     | –      | –      | 5      | 1      |
| 2010/11 | Rayo Vallecano B      | Primera RFEF     | 14         | 5          | –     | –     | –      | –      | 14     | 5      |
| 2010/11 | Karpaty Lviv          | Premjer Liha     | 8          | 0          | 0     | 0     | –      | –      | 8      | 0      |
| 2011/12 | Karpaty Lviv          | Premjer Liha     | 26         | 6          | 4     | 0     | 4      | 1      | 34     | 7      |
| 2012/13 | Karpaty Lviv          | Premjer Liha     | 17         | 8          | 1     | 0     | –      | –      | 18     | 8      |
| 2012/13 | → FC Dynamo Kiev      | Premjer Liha     | –          | –          | –     | –     | –      | –      | 0      | 0      |
| 2013/14 | PAOK Saloniki         | Super League     | 32         | 9          | 6     | 0     | 12     | 1      | 50     | 10     |
| 2014/15 | → Deportivo La Coruña | Primera División | 21         | 6          | 0     | 0     | –      | –      | 21     | 6      |
| 2015/16 | Deportivo La Coruña   | Primera División | 36         | 17         | 1     | 0     | 2      | 2      | 39     | 19     |
| 2016/17 | Deportivo La Coruña   | Primera División | 1          | 1          | 0     | 0     | –      | –      | 1      | 1      |
| 2016/17 | Arsenal               | Premier League   | 11         | 1          | 7     | 3     | 3      | 3      | 21     | 7      |
| 2017/18 | → Deportivo La Coruña | Primera División | 35         | 8          | 2     | 1     | –      | –      | 37     | 9      |
| 2018/19 | West Ham United       | Premier League   | 15         | 3          | 4     | 3     | –      | –      | 19     | 6      |
| 2019/20 | Deportivo Alavés      | Primera División | 34         | 11         | 0     | 0     | –      | –      | 34     | 11     |
| 2020/21 | Deportivo Alavés      | Primera División | 28         | 4          | 0     | 0     | –      | –      | 28     | 4      |
| 2021/22 | Elche                 | Primera División | 18         | 2          | 1     | 0     | –      | –      | 19     | 2      |
| 2021/22 | Cádiz                 | Primera División | 15         | 3          | 1     | 1     | –      | –      | 16     | 4      |
| 2022/23 | Cádiz                 | Primera División | 14         | 3          | 1     | 1     | –      | –      | 15     | 4      |
| 2022/23 | Deportivo La Coruña   | Primera RFEF     | 19         | 8          | 0     | 0     | 2      | 1      | 21     | 9      |
| 2023/24 | Deportivo La Coruña   | Primera RFEF     | 31         | 12         | 2     | 1     | 2      | 3      | 35     | 16     |
| 2024/25 | Deportivo La Coruña   | Segunda División | 19         | 4          | 1     | 0     | –      | –      | 20     | 4      |
| 2024/25 | PSV                   | Eredivisie       | 2          | 0          | 1     | 0     | –      | –      | 3      | 0      |
| Totaal  | Totaal                | Totaal           | 403        | 112        | 32    | 10    | 25     | 11     | 460    | 133    |

Bijgewerkt t/m 28 mei 2025.

## Erelijst
| Competitie          | Aantal              | Jaren               |                     |                     |
| Deportivo La Coruña | Deportivo La Coruña | Deportivo La Coruña | Deportivo La Coruña | Deportivo La Coruña |
| ------------------- | ------------------- | ------------------- | ------------------- | ------------------- |
| Primera RFEF        | 1x                  | 2023/24             |                     |                     |
| PSV                 |                     |                     |                     |                     |
| Eredivisie          | 1x                  | 2024/25             |                     |                     |